# Победници европских првенстава у атлетици у дворани — скок мотком
Освајачи медаља на европским првенствима у атлетици у дворани у дисциплини скок мотком, која је у програму од првог Европског првенства у дворани одржаном 1966. у Дортмунду, приказани су у следећој табели. Постигнути резултати су приказани у метрима.
Најуспешнији појединац, после 41 европског првенства, је Волфганг Нордвиг из Источне Немачке са 4 освојених златних медаља и две сребрне. Од земаља најуспешнији је Совјетски Савез са укупно 27 медаља од чега 10 златних, 12 сребрних и 5 бронзаних.
Рекорд европских првенстава у скоку мотком у дворани држи Арманд Дуплантис из Шведске са 6,05 метара које је прескочио на Европском првенству у дворани 2021. у Торуњу.

## Освајачи медаља на европским првенствима у дворани
| ЕП                         |                                               | Резултат       |                                              | Резултат  |                                                      | Резултат |
| Дортмунд 1966              | Генадиј Блезницов · Совјетски Савез           | 4,90 РЕП       | Рудолф Томашек · Чехословачка                | 4,80      | Рајнер Лизе · Западна Немачка                        | 4,70     |
| Праг 1967                  | Игор Фелд · Совјетски Савез                   | 5,00 РЕП       | Генадиј Блезницов · Совјетски Савез          | 4,90      | Волфганг Нордвиг · Источна Немачка                   | 4,90     |
| Мадрид 1968                | Волфганг Нордвиг · Источна Немачка            | 5,20 РЕП       | Генадиј Блезницов · Совјетски Савез          | 5,10      | Јерге Милак · Источна Немачка                        | 5,00     |
| Београд 1969               | Волфганг Нордвиг · Источна Немачка            | 5,20 =РЕП      | Генадиј Блезницов · Совјетски Савез          | 5,10      | Јоахим Бер · Источна Немачка                         | 5,10     |
| Беч 1970 детаљи            | Франсоа Траканели · Француска                 | 5,30 РЕП       | Кјел Исаксон · Шведска                       | 5,25      | Волфганг Нордвиг · Источна Немачка                   | 5,20     |
| Софија 1971 детаљи         | Волфганг Нордвиг · Источна Немачка            | 5,40 РЕП       | Кјел Исаксон · Шведска                       | 5,35      | Јуриј Исаков · Совјетски Савез                       | 5,30     |
| Гренобл 1972 детаљи        | Волфганг Нордвиг · Источна Немачка            | 5,40 =РЕП      | Ханс Лагерквист · Шведска                    | 5,40 =РЕП | Анти Калиомаки · Финска                              | 5,30     |
| Ротердам 1973 детаљи       | Ренато Диониси · Италија                      | 5,40 =РЕП      | Ханс-Јирген Циглер · Западна Немачка         | 5,35      | Жан-Мишел Бело · Француска                           | 5,30     |
| Гетеборг 1974 детаљи       | Тадеуш Сљусарски · Пољска                     | 5,35           | Анти Калиомаки · Финска                      | 5,30      | Јанис Лаурис · Совјетски Савез                       | 5,30     |
| Катовице 1975 детаљи       | Анти Калиомаки · Финска                       | 5,35           | Војћех Бучарски · Пољска                     | 5,30      | Владислав Козакијевић · Пољска                       | 5,30     |
| Минхен 1976 детаљи         | Јури Прохоренко · Совјетски Савез             | 5,45 РЕП       | Анти Калиомаки · Финска                      | 5,40      | Ренато Диониси · Италија                             | 5,30     |
| Сан Себастијан 1977 детаљи | Владислав Козакијевић · Пољска                | 5,51 РЕП       | Анти Калиомаки · Финска                      | 5,30      | Мариуш Холовниа · Пољска                             | 5,20     |
| Милано 1978 детаљи         | Тадеуш Сљусарски · Пољска                     | 5,45           | Владимир Трофименко · Совјетски Савез        | 5,40      | Владимир Сергијенко · Совјетски Савез                | 5,40     |
| Беч 1979 детаљи            | Владислав Козакијевић · Пољска                | 5,58 ЕР, РЕП   | Константин Волков · Совјетски Савез          | 5,45      | Владимир Трофименко · Совјетски Савез                | 5,45     |
| Зинделфинген 1980 детаљи   | Константин Волков · Совјетски Савез           | 5,60 РЕП       | Владимир Пољаков · Совјетски Савез           | 5,60 РЕП  | Патрик Абада · Француска                             | 5,55     |
| Гренобл 1981 детаљи        | Тијери Вињерон · Француска                    | 5,70 =СР, РЕП  | Александр Крупски · Совјетски Савез          | 5,65      | Жан-Мишел Бело · Француска                           | 5,65     |
| Милано 1982 детаљи         | Виктор Спасов · Совјетски Савез               | 5,70 =ЕР, =РЕП | Константин Волков · Совјетски Савез          | 5,65      | Владислав Козакијевић · Пољска                       | 5,60     |
| Будимпешта 1983 детаљи     | Владимир Пољаков · Совјетски Савез            | 5,60           | Александр Обижајевс · Совјетски Савез        | 5,60      | Патрик Абада · Француска                             | 5,55     |
| Гетеборг 1984 детаљи       | Тијери Вињерон · Француска                    | 5,85 СР, РЕП   | Пјер Квињон · Француска                      | 5,75      | Александр Крупски · Совјетски Савез                  | 5,60     |
| Пиреј 1985 детаљи          | Сергеј Бубка · Совјетски Савез                | 5,70           | Александр Крупски · Совјетски Савез          | 5,70      | Атанас Тарев · Бугарска                              | 5,60     |
| Мадрид 1986 детаљи         | Атанас Тарев · Бугарска                       | 5,70           | Маријан Коласа · Пољска                      | 5,70      | Филип Коле · Француска                               | 5,65     |
| Лијевен 1987 детаљи        | Тијери Вињерон · Француска                    | 5,85 =РЕП      | Ференц Салбер · Француска                    | 5,85 =РЕП | Маријан Коласа · Пољска                              | 5.80     |
| Будимпешта 1988 детаљи     | Родион Гатаулин · Совјетски Савез             | 5,75           | Николај Николов · Бугарска                   | 5,70      | Атанас Тарев · Бугарска                              | 5,70     |
| Хаг 1989 детаљи            | Григориј Јегоров · Совјетски Савез            | 5,75           | Игор Потаповић · Совјетски Савез             | 5,75      | Мирослав Хмара · Пољска                              | 5,70     |
| Глазгов 1990 детаљи        | Родион Гатаулин · Совјетски Савез             | 5,80           | Григориј Јегоров · Совјетски Савез           | 5,75      | Тијери Вињерон · ФранцускаХерман Ферингер · Аустрија | 5,70     |
| Ђенова 1992 детаљи         | Пјотр Бочкарјов · Уједињени тим               | 5,85 =РЕП      | Иштван Бађула · Мађарска                     | 5,80      | Константин Семјонов · Уједињени тим                  | 5,60     |
| Париз 1994 детаљи          | Пјотр Бочкарјов · Русија                      | 5,90 РЕП       | Жан Галфион · Француска                      | 5,80      | Игор Транденков · Русија                             | 5,75     |
| Стокхолм 1996 детаљи       | Дмитри Марков · Белорусија                    | 5,85           | Виктор Чистјаков · Русија                    | 5,80      | Пјотр Бочкарјов · Русија                             | 5,80     |
| Валенсија 1998 детаљи      | Тим Лобингер · Немачка                        | 5,80           | Михаел Штоле · Немачка                       | 5,80      | Дени Екер · Немачка                                  | 5,75     |
| Гент 2000 детаљи           | Александр Авербук · Израел                    | 5,75           | Мартин Ериксон · Шведска                     | 5,70      | Ренс Блом · Холандија                                | 5,60     |
| Беч 2002 детаљи            | Тим Лобингер · Немачка                        | 5,80           | Патрик Кристијансон · Шведска                | 5,75      | Ларс Бергелинг · Немачка                             | 5,75     |
| Мадрид 2005 детаљи         | Игор Павлов · Русија                          | 5,90 =РЕП      | Денис Јурченко · Украјина                    | 5,85      | Тим Лобингер · Немачка                               | 5,80     |
| Бирмингем 2007 детаљи      | Дени Екер · Немачка                           | 5,71           | Денис Јурченко · Украјина                    | 5,71      | Бјерн Ото · Немачка                                  | 5,71     |
| Торино 2009 детаљи         | Рено Лавилени · Француска                     | 5,81           | Павел Герасимов · Русија                     | 5,76      | Александер Штрауб · Немачка                          | 5,76     |
| Париз 2011 детаљи          | Рено Лавилени · Француска                     | 6,03 РЕП       | Жером Клавије · Француска                    | 5,76      | Малте Мор · Немачка                                  | 5,71     |
| Гетеборг 2013 детаљи       | Рено Лавилени · Француска                     | 6,01           | Бјерн Ото · Немачка                          | 5,76      | Малте Мор · Немачка                                  | 5,76     |
| Праг 2015 детаљи           | Рено Лавилени · Француска                     | 6,04 РЕП       | Александр Грипић · Русија                    | 5,85      | Пјотр Лисек · Пољска                                 | 5,85     |
| Београд 2017 детаљи        | Пјотр Лисек · Пољска                          | 5,85           | Констадинос Филипидис · Грчка                | 5,85      | Павел Војћеховски · Пољска                           | 5,85     |
| Глазгов 2019 детаљи        | Павел Војћеховски · Пољска                    | 5,90           | Пјотр Лисек · Пољска                         | 5,85      | Мелкер Сворд Јакобсон · Шведска                      | 5,75     |
| Торуњ 2021 детаљи          | Арманд Дуплантис · Шведска                    | 6,05 РЕП       | Валентин Лавилени · Француска                | 5,80      | Пјотр Лисек · Пољска                                 | 5,80     |
| Истанбул 2023 детаљи       | Сондре Гутормсен · Норвешка                   | 5,80           | Еманоули Каралис · ГрчкаПјотр Лисек · Пољска | 5,80      | није додељена                                        |          |
| Апелдорн 2025 детаљи       | Еманоули Каралис · ГрчкаМено Влон · Холандија | 5,90           | није додељена                                |           | Сондре Гутормсен · Норвешка                          | 5,90     |

## Биланс медаља
| Ранг | Држава          |    |    |    |     |
| ---- | --------------- | -- | -- | -- | --- |
| 1.   | Совјетски Савез | 10 | 12 | 5  | 27  |
| 2.   | Француска       | 8  | 5  | 6  | 19  |
| 3.   | Пољска          | 6  | 4  | 8  | 18  |
| 4.   | Источна Немачка | 4  | 0  | 4  | 8   |
| 5.   | Немачка         | 3  | 2  | 7  | 12  |
| 6.   | Русија          | 2  | 3  | 2  | 7   |
| 7.   | Шведска         | 1  | 5  | 1  | 7   |
| 8.   | Финска          | 1  | 3  | 1  | 5   |
| 9.   | Грчка           | 1  | 2  | 0  | 3   |
| 10.  | Бугарска        | 1  | 1  | 2  | 4   |
| 11.  | Италија         | 1  | 0  | 1  | 2   |
| 11.  | Уједињени тим   | 1  | 0  | 1  | 2   |
| 11.  | Норвешка        | 1  | 0  | 1  | 2   |
| 11.  | Холандија       | 1  | 0  | 1  | 2   |
| 15.  | Белорусија      | 1  | 0  | 0  | 1   |
| 15.  | Израел          | 1  | 0  | 0  | 1   |
| 17.  | Украјина        | 0  | 2  | 0  | 2   |
| 18.  | Западна Немачка | 0  | 1  | 1  | 2   |
| 19.  | Чехословачка    | 0  | 1  | 0  | 1   |
| 19.  | Мађарска        | 0  | 1  | 0  | 1   |
| 21.  | Аустрија        | 0  | 0  | 1  | 1   |
|      | Укупно (21)     | 43 | 42 | 42 | 127 |

| Ранг | Атлетичар             | Држава                 |   |   |   |   |
| ---- | --------------------- | ---------------------- | - | - | - | - |
| 1.   | Волфганг Нордвиг      | Источна Немачка        | 4 | 0 | 2 | 6 |
| 2.   | Рено Лавилени         | Француска              | 4 | 0 | 0 | 4 |
| 3.   | Тијери Вињерон        | Француска              | 3 | 0 | 1 | 4 |
| 4.   | Владислав Козакијевић | Пољска                 | 2 | 0 | 2 | 4 |
| 5.   | Пјотр Бочкарјов       | Уједињени тим · Русија | 2 | 0 | 1 | 3 |
| 5.   | Тим Лобингер          | Немачка                | 2 | 0 | 1 | 3 |
| 7.   | Тадеуш Сљусарски      | Пољска                 | 2 | 0 | 0 | 2 |
| 7.   | Родион Гатаулин       | Совјетски Савез        | 2 | 0 | 0 | 2 |
| 9.   | Анти Калиомаки        | Финска                 | 1 | 3 | 1 | 5 |
| 10.  | Генадиј Блезницов     | Совјетски Савез        | 1 | 3 | 0 | 4 |
| 11.  | Пјотр Лисек           | Пољска                 | 1 | 2 | 2 | 5 |
| 12.  | Константин Волков     | Совјетски Савез        | 1 | 2 | 0 | 3 |
| 13.  | Владимир Пољаков      | Совјетски Савез        | 1 | 1 | 0 | 2 |
| 13.  | Григориј Јегоров      | Совјетски Савез        | 1 | 1 | 0 | 2 |
| 13.  | Еманоули Каралис      | Грчка                  | 1 | 1 | 0 | 2 |
| 16.  | Атанас Тарев          | Бугарска               | 1 | 0 | 2 | 3 |
| 17.  | Ренато Диониси        | Италија                | 1 | 0 | 1 | 2 |
| 17.  | Дени Екер             | Немачка                | 1 | 0 | 1 | 2 |
| 17.  | Павел Војћеховски     | Пољска                 | 1 | 0 | 1 | 2 |
| 17.  | Сондре Гутормсен      | Норвешка               | 1 | 0 | 1 | 2 |
| 21.  | Александр Крупски     | Совјетски Савез        | 0 | 2 | 1 | 3 |
| 22.  | Кјел Исаксон          | Шведска                | 0 | 2 | 0 | 2 |
| 22.  | Денис Јурченко        | Украјина               | 0 | 2 | 0 | 2 |
| 24.  | Владимир Трофименко   | Совјетски Савез        | 0 | 1 | 1 | 2 |
| 24.  | Маријан Коласа        | Пољска                 | 0 | 1 | 1 | 2 |
| 24.  | Бјерн Ото             | Немачка                | 0 | 1 | 1 | 2 |
| 27.  | Жан-Мишел Бело        | Француска              | 0 | 0 | 2 | 2 |
| 27.  | Патрик Абада          | Француска              | 0 | 0 | 2 | 2 |
| 27.  | Малте Мор             | Немачка                | 0 | 0 | 2 | 2 |